# Vicariato apostolico di Puerto Carreño
Il vicariato apostolico di Puerto Carreño (in latino: Vicariatus Apostolicus Portus Carreniensis) è una sede della Chiesa cattolica in Colombia immediatamente soggetta alla Santa Sede. Nel 2022 contava 40.100 battezzati su 51.600 abitanti. È retto dal vescovo Álvaro Mon Pérez, C.SS.R.

## Territorio
Il vicariato apostolico comprende i comuni di La Primavera, Puerto Carreño, Santa Rosalía e la parte orientale di quello di Cumaribo nel dipartimento colombiano di Vichada.
Sede del vicariato è la città di Puerto Carreño, dove si trova la cattedrale di Nostra Signora del Carmine.
Il territorio si estende su una superficie di 57.000 km² ed è suddiviso in 7 parrocchie.

## Storia
Il vicariato apostolico è stato eretto il 22 dicembre 1999 con la bolla Spiritali fidelium di papa Giovanni Paolo II, ricavandone il territorio dalla prefettura apostolica di Vichada, contestualmente soppressa.

## Cronotassi dei vescovi
Si omettono i periodi di sede vacante non superiori ai 2 anni o non storicamente accertati.
- Álvaro Efrén Rincón Rojas, C.SS.R. (22 dicembre 1999 - 10 giugno 2010 ritirato)
- Francisco Antonio Ceballos Escobar, C.SS.R. (10 giugno 2010 - 22 aprile 2020 nominato vescovo di Riohacha)
  - Sede vacante (2020-2023)[1]
- Álvaro Mon Pérez, C.SS.R., dal 30 marzo 2023

## Statistiche
Il vicariato apostolico nel 2022 su una popolazione di 51.600 persone contava 40.100 battezzati, corrispondenti al 77,7% del totale.
| anno | popolazione | popolazione | popolazione | presbiteri | presbiteri | presbiteri | presbiteri                | diaconi | religiosi | religiosi | parrocchie |
| anno | battezzati  | totale      | %           | numero     | secolari   | regolari   | battezzati per presbitero | diaconi | uomini    | donne     | parrocchie |
| ---- | ----------- | ----------- | ----------- | ---------- | ---------- | ---------- | ------------------------- | ------- | --------- | --------- | ---------- |
| 2000 | 24.300      | 33.000      | 73,6        | 7          | 1          | 6          | 3.471                     |         | 6         | 7         | 3          |
| 2001 | 27.417      | 33.000      | 83,1        | 5          |            | 5          | 5.483                     |         | 5         | 7         | 4          |
| 2002 | 27.758      | 34.000      | 81,6        | 7          | 1          | 6          | 3.965                     |         | 8         | 7         | 5          |
| 2003 | 28.157      | 35.000      | 80,4        | 8          | 2          | 6          | 3.519                     |         | 14        | 7         | 5          |
| 2004 | 29.000      | 40.000      | 72,5        | 6          | 1          | 5          | 4.833                     |         | 10        | 6         | 4          |
| 2010 | 30.400      | 42.250      | 72,0        | 9          | 3          | 6          | 3.377                     |         | 7         | 3         | 4          |
| 2014 | 33.800      | 44.200      | 76,5        | 8          | 4          | 4          | 4.225                     |         | 5         | 3         | 3          |
| 2017 | 37.000      | 47.500      | 77,9        | 9          | 5          | 4          | 4.111                     | 1       | 7         | 2         | 6          |
| 2020 | 38.900      | 49.800      | 78,1        | 11         | 6          | 5          | 3.536                     | 1       | 6         |           | 7          |
| 2022 | 40.100      | 51.600      | 77,7        | 18         | 10         | 8          | 2.227                     | 1       | 10        |           | 7          |